# World Rugby Pacific Nations Cup 2015
Il World Rugby Pacific Nations Cup 2015 è stata la decima edizione del World Rugby Pacific Nations Cup recentemente conosciuto come IRB Pacific Nations Cup, torneo di rugby che vede la partecipazione delle selezioni del Pacifico.
Come il torneo del 2014, le sei squadre sono state divise in due gruppi, ma invece di incontrare le squadre dello stesso gruppo, ogni squadra ha giocato contro le tre squadre del gruppo avversario. Al termine dei tre incontri è stata stilata una classifica includendo i due gruppi. Le prime due classificate hanno disputato la finale, la terza e quarta per il 3º posto, e le ultime due per il 5º posto.
La finale è stata disputata tra le Figi e Samoa, che in precedenza aveva pareggiato 30-30 nella partita preliminare.
Le Figi hanno vinto la finale 39-29, segnando 5 mete conquistando il secondo titolo.

## Squadre partecipanti
| Gruppo 1                   | Gruppo 2                      |
| -------------------------- | ----------------------------- |
| - Giappone - Samoa - Tonga | - Canada - Figi - Stati Uniti |

## Incontri

### Prima giornata
| Suva 18 luglio 2015 | Figi          | 30 – 22 | Tonga | ANZ National Stadium\| Arbitro: \| Chris Pollock \| |
| Arbitro:            | Chris Pollock |         |       |                                                     |

| San Jose 18 luglio 2015 | Canada      | 6 – 30 | Giappone | Avaya Stadium\| Arbitro: \| Luke Pearce \| |
| Arbitro:                | Luke Pearce |        |          |                                            |

| San Jose 18 luglio 2015 | Stati Uniti | 16 – 21 | Samoa | Avaya Stadium\| Arbitro: \| JP Doyle \| |
| Arbitro:                | JP Doyle    |         |       |                                         |

### Seconda giornata
| Sacramento 24 luglio 2015 | Figi     | 30 – 30 | Samoa | Bonney Field\| Arbitro: \| JP Doyle \| |
| Arbitro:                  | JP Doyle |         |       |                                        |

| Burnaby 24 luglio 2015 | Canada           | 18 – 28 | Tonga | Swangard Stadium\| Arbitro: \| Federico Anselmi \| |
| Arbitro:               | Federico Anselmi |         |       |                                                    |

| Sacramento 24 luglio 2015 | Stati Uniti | 23 – 18 | Giappone | Bonney Field\| Arbitro: \| Luke Pearce \| |
| Arbitro:                  | Luke Pearce |         |          |                                           |

### Terza giornata
| Toronto 29 luglio 2015 | Stati Uniti    | 19 – 33 | Tonga | BMO Field\| Arbitro: \| Alexandre Ruiz \| |
| Arbitro:               | Alexandre Ruiz |         |       |                                           |

| Toronto 29 luglio 2015 | Figi           | 27 – 22 | Giappone | BMO Field\| Arbitro: \| Pascal Gaüzère \| |
| Arbitro:               | Pascal Gaüzère |         |          |                                           |

| Toronto 29 luglio 2015 | Canada        | 20 – 21 | Samoa | BMO Field\| Arbitro: \| Angus Gardner \| |
| Arbitro:               | Angus Gardner |         |       |                                          |

## Classifica
|  | Classifica  | G | V | N | P | PF | PS | diff. | BM | BS | PT |
|  | ----------- | - | - | - | - | -- | -- | ----- | -- | -- | -- |
|  | Figi        | 3 | 2 | 1 | 0 | 87 | 74 | +13   | 1  | 0  | 11 |
|  | Samoa       | 3 | 2 | 1 | 0 | 72 | 66 | +6    | 1  | 0  | 11 |
|  | Tonga       | 3 | 2 | 0 | 1 | 83 | 67 | +16   | 0  | 0  | 8  |
|  | Giappone    | 3 | 1 | 0 | 2 | 60 | 56 | +4    | 0  | 2  | 6  |
|  | Stati Uniti | 3 | 1 | 0 | 2 | 58 | 72 | -14   | 0  | 1  | 5  |
|  | Canada      | 3 | 0 | 0 | 3 | 44 | 69 | -25   | 0  | 1  | 1  |

## Finali

### 5º posto
| Arbitro: | Alexandre Ruiz |

|                             |      |                   |
|                             | mt   | 71’ Blevins       |
|                             | tr   | 72’ Underwood     |
| 10’, 21’, 24’, 30’ MacGinty | c.p. | 2’, 44’ Underwood |
| 79’ MacGinty                | drop |                   |

### 3º posto
| Arbitro: | Angus Gardner |

|                                      |      |                                 |
| 30’ Aulika 54’ Vainikolo 79’ Takulua | mt   | 32’ Tui                         |
| 31’, 80’ Morath                      | tr   |                                 |
| 10’, 34’, 40’, 60’ Morath            | c.p. | 7’, 16’, 42’, 48’, 64’ Goromaru |

### 1º posto
| Arbitro: | Pascal Gaüzère |

|                                                         |      |                             |
| 2’, 51’ Nakarawa 20’ Matawalu 60’ Murimurivalu 62’ Qera | mt   | 43’ Lam 48’, 69’ Autagavaia |
| 3’, 21’, 61’ Matavesi 63’ Volavola                      | tr   | 44’ Stanley                 |
| 15’ Matavesi 75’ Volavola                               | c.p. | 18’, 24’, 32’, 53’ Stanley  |